# Windanya
Windanya is een spookdorp in de regio Goldfields-Esperance in West-Australië.

## Geschiedenis
Midden de jaren 1890 werd in de streek goud gevonden. Toen in 1897 de Australasia-goudmijn ontstond, besliste de overheid in de nabijheid een dorp op te richten. In oktober 1897 werd Windanya officieel gesticht. Volgens landmeter H.S. King was de naam plaatselijk en Aborigines van oorsprong.

## 21e eeuw
Windanya maakt deel uit van het lokale bestuursgebied (LGA) City of Kalgoorlie-Boulder waarvan Kalgoorlie de hoofdplaats is. De onderneming 'Ardea Resources' zoekt in de omgeving naar goud.

## Ligging
Windanya ligt 646 kilometer ten oostnoordoosten van de West-Australische hoofdstad Perth, 95 kilometer ten zuiden van het aan de Goldfields Highway gelegen Menzies en 53 kilometer ten noordnoordwesten van Kalgoorlie.

## Klimaat
De streek kent een warm steppeklimaat, BSh volgens de klimaatclassificatie van Köppen.